# Triphleba vitrea
Triphleba vitrea är en tvåvingeart som först beskrevs av Wood 1906.  Triphleba vitrea ingår i släktet Triphleba och familjen puckelflugor. Inga underarter finns listade i Catalogue of Life.